# Chamchāl
Chamchāl (persiska: چمچال) är en ort i Iran.   Den ligger i provinsen Gilan, i den nordvästra delen av landet, 180 km nordväst om huvudstaden Teheran. Chamchāl ligger 1 598 meter över havet och antalet invånare är 196.
Terrängen runt Chamchāl är huvudsakligen kuperad, men österut är den bergig. Runt Chamchāl är det ganska glesbefolkat, med 47 invånare per kvadratkilometer. Närmaste större samhälle är Jalīseh-ye Pā'īn, 2,8 km söder om Chamchāl. Trakten runt Chamchāl består i huvudsak av gräsmarker.